# Lucio Bascuñana García
Lucio Bascuñana y García (Lebrija, c. 1870-†Cádiz, 12 de mayo de 1934) fue un farmacéutico español.

## Biografía
Licenciado en Farmacia por la Universidad Central, en 1890 estableció una farmacia en Cádiz, y 5 años después ingresó en la Real Academia de Medicina y Cirugía de Cádiz como académico de número.
Fue profesor mercantil y catedrático de la Escuela de Comercio de Cádiz, de la que sería también director. Entre 1911 y 1921 presidió el Colegio Oficial de Farmacéuticos de Cádiz.
En 1925 el alcalde lo nombró director del Laboratorio municipal con un sueldo de 4000 pesetas, pero renunció a estos haberes en beneficio del material de Laboratorio y del personal temporero. En 1927 presentó su tesis con la que obtuvo el grado de Doctor en Farmacia.
Manifestó sus convicciones contrarias al aborto inducido y sus preocupaciones por esta práctica mucho antes de que fuera permitida en España. En enero de 1918 publicó un artículo en la Gaceta Gaditana de Ciencias Médicas donde afirmaba:

Paremos nuestra atención en un médico o farmacéutico, profesional del crimen retribuído. ¿No los conocemos todos? ¿No están los periódicos inundados con variedades de específicos provocadores del aborto; y gabinetes médicos hay, muy concurridos, en donde se practica ilícitamente, y con fines muy distintos del de curar, las operaciones necesarias para producir el aborto?

Ante tan autorizados testimonios no me atreveré yo a afirmar que haya exageraciones en decir que también en nuestro país estamos ya contaminados de esa plaga.

En política fue presidente de la junta provincial del Partido Integrista de Cádiz y más tarde jefe regional integrista del Reino de Sevilla. Durante la década de 1920, cuando la mayoría de sus compañeros de partido habían reconocido a Alfonso XIII, Bascuñana destacó por sus posturas contrarias a la dinastía alfonsina, conservando los modos de Ramón Nocedal. Entre 1917 y 1929 dirigió el semanario integrista El Observador.
Durante la Segunda República lideró la Comunión Tradicionalista en Cádiz y fue  consejero de la Editorial Tradicionalista. Por gritar ¡Viva España! mientras despedía a la propagandista carlista María Rosa Urraca Pastor en la estación de tren, en presencia del exministro de Justicia Álvaro de Albornoz, el gobernador de Cádiz, que lo entendió como una provocación, le impuso una multa, la cual fue recurrida por Manuel Senante.
Falleció el 12 de mayo de 1934, a los sesenta y tres años de edad, a consecuencia de un colapso cardíaco. Su muerte fue muy sentida tanto por los tradicionalistas gaditanos como por la Escuela de Comercio.
Estuvo casado con Enriqueta Merencio Tardío, con quien tuvo varios hijos. Uno de sus nietos, Lucio Liaño Bascuñana, fue director de Ingeniería y Planificación Tecnológica en RTVE y militante carlista.

## Obras
- Compendio de Químico-Física (1906), por Marius Emmanuel Pozzi-Escot (traducción del francés)[17]
- En el estado actual de la ciencia los extractos serán medicamentos insustituibles, solo en el caso de que haya un criterio fijo en los procedimientos operatorios. Tesis doctoral (Cádiz, 1927)